# 孫枝 (乾隆進士)
孫枝（?—?），原姓龚，名如璋，号云若。江苏人。清朝官员、诗人。
少年時與江寧知縣袁枚有交。乾隆十九年（1754年）甲戌科進士。知山西榆次縣知縣。大軍西征，烹羊享兵，有“拔刀割肉目眦裂，太平时羊乱时妾”之句。